# Rybnaja Sloboda
Rybnaja Sloboda (russisch Ры́бная Слобода́; tatarisch Балык Бистәсе, Balık Bistäse) ist eine Siedlung städtischen Typs in der Republik Tatarstan in Russland mit 7684 Einwohnern (Stand 14. Oktober 2010).

## Geographie
Der Ort liegt etwa 75 km Luftlinie südöstlich der Republikhauptstadt Kasan. Er befindet sich am rechten Ufer der Kama im Staubereich des dort fast zehn Kilometer breiten Kuibyschewer Stausees der Wolga.
Rybnaja Sloboda ist Verwaltungszentrum des Rajons Rybno-Slobodski sowie Sitz und einzige Ortschaft der Stadtgemeinde (gorodskoje posselenije) Rybnaja Sloboda.

## Geschichte
Der Ort geht auf eine im 16. Jahrhundert errichtete militärische Befestigung zurück. Um diese siedelten sich in Folge vorwiegend Fischer an, worauf sich der Ortsname bezieht (russisch „Fisch-Sloboda“, tatarisch etwa gleichbedeutend).
Am 14. Februar 1927 wurde der Ort Verwaltungssitz eines neu geschaffenen, nach ihm benannten Rajons. 2004 erhielt Rybnaja Sloboda den Status einer Siedlung städtischen Typs.

### Bevölkerungsentwicklung
| Jahr | Einwohner |
| ---- | --------- |
| 1939 | 2498      |
| 1959 | 2645      |
| 1970 | 3392      |
| 1979 | 5908      |
| 1989 | 7215      |
| 2002 | 7177      |
| 2010 | 7684      |

Anmerkung: Volkszählungsdaten

## Verkehr
Von Rybnaja Sloboda besteht über die Regionalstraße 16K-1354 Anschluss zur etwa 20 km westlich vorbeiführenden und dort die Kama querenden föderalen Fernstraße R239  Kasan – Tschistopol – Almetjewsk – Bugulma – Orenburg. Nach Norden führt die 16K-1362 zur ebenfalls gut 20 km entfernten föderalen Fernstraße M7 Wolga Moskau – Kasan – Ufa/Perm. In östlicher Richtung verläuft die 16K-1355, die nach etwa 40 km auch an der M7 endet.
Die nächstgelegene Bahnstation befindet sich in der Republikhauptstadt Kasan.